# Polinomi LLT
En matemàtiques, un polinomi LLT és un element d'una família de funcions simètriques introduïts per Alain Lascoux, Bernard Leclerc i Jean-Yves Thibon el 1997 com a q-anàlegs dels productes de polinomis de Schur.
J. Haglund, M. Haiman i N. Loehr van mostrar el 2005 com expressar els polinomis de McDonald en termes de polinomis LLT. Ian Grojnowski i Mark Haiman, en una publicació prèvia de maig de 2007, van anunciar la demostració d'una conjectura de positivitat per als polinomis LLT que, combinats amb el resultat anteriorment esmentat, impliquen la conjectura de positivitat dels polinomis de Macdonald, i estenen la definició dels polinomis LLT a sistemes arrel finits arbitraris.